# Тревненски проход
Тревненският проход е планински проход (седловина) в централната част на Тревненска планина (част от Средна Стара планина, в Община Трявна, област Габрово и Община Мъглиж, област Стара Загора.
Проходът е с дължина 37,7 km и е един от най-дългите старопланински проходи. Надморската височина на седловината – 962 m. Свързва източната част на Казанлъшката котловина при село Дъбово на юг с долината на Дряновска река (от басейна на Янтра) при град Плачковци на север.
Проходът започва на 335 m н.в., на около 1 km североизточно от гара Дъбово и се насочва на север, нагоре по долината на Ветренска река (Попска река, ляв приток на Тунджа). Минава последователно през селата Яворовец и Радунци и в северната част на село Борущица твърдата настилка (асфалт) свършва. От там, на протежение от 6,5 km до гара Кръстец (Област Габрово) по пътя могат да преминават само автомобили с висока проходимост. След гара Кръстец проходът продължава отново с асфалтова настилка и след 2,3 km достига седловината при 949 m н.в. От там започва спускане по северния склон на Тревненска планина и след 8,3 km в южната част на град Плачковци, на 525 m н.в. проходът завършва.
През прохода на протежение от 38,3 km преминава участък от третокласния Републикански път III-609 (от km 0 до km 138,3) село Дъбово – Трявна – Дряново – село Буря. Поради неизградения участък от 6,5 km между село Борущица и гара Кръстец, тясната и силно разбита асфалтова настилка проходът е малко използван. На седловината, на юг се отделя път, който по долината на Мъглижка река минава през село Селце и слиза в Казанлъшката котловина при град Мъглиж.
През прохода, успоредно на пътя с множество тунели и „осморки“ преминава и участък (гара Плачковци – гара Дъбово) от жп линията Русе – Горна Оряховица – Стара Загора – Димитровград – Подкова.

## Топографска карта
- Лист от карта K-35-38. Мащаб: 1 : 100 000.
- Лист от карта K-35-39. Мащаб: 1 : 100 000.
- Лист от карта K-35-40. Мащаб: 1 : 100 000.